# Anioł śmierci (film 2014)
Anioł śmierci (ang. The Woman in Black: Angel of Death) – brytyjsko-kanadyjski horror z gatunku dramat z 2014 roku w reżyserii Toma Harpera. Wyprodukowana przez wytwórnię Relativity Media. Kontynuacja filmu Kobieta w czerni z 2012 roku.
Premiera filmu odbyła 30 grudnia 2014 w Dubaju. W Polsce film odbył się 20 lutego 2015. Zdjęcia do filmu zrealizowano w Londynie w Anglii w Wielkiej Brytanii, a okres zdjęciowy trwał od 4 listopada do 21 grudnia 2013. Anioł śmierci otrzymał negatywne recenzje od krytyków. Magazyn Rotten Tomatoes przyznał filmowi ocenę 21%, natomiast Metacritic otrzymał za film 42 ze 100 punktów.

## Fabuła
Akcja filmu rozgrywa się w Anglii w czasie II wojny światowej. Nauczycielka Eve Parkins (Phoebe Fox) i dyrektorka szkoły Jean Hogg (Helen McCrory) ewakuują swoich uczniów z bombardowanego Londynu do Crythin Gifford – niewielkiego miasteczka na wybrzeżu. Na miejscu okazuje się, że przybyszom przydzielono stare, ponure gmaszysko Eel Marsh House, które zdaniem obu kobiet nie nadaje się ani na szkołę, ani na internat. Pierwszej nocy w nowym miejscu Eve dręczą koszmary. Gdy Parkins się budzi, słyszy dziwne odgłosy dochodzące z piwnicy i widzi zjawę – kobietę w czerni. Następnego dnia dzieci dręczą małego Edwarda (Oaklee Pendergast), który nie mówi, od kiedy jego rodzice zginęli w bombardowaniu. Niedługo potem Edwardowi ukazuje się Anioł śmierci.

## Obsada
Źródło: Filmweb
- Phoebe Fox jako Eve Parkins
- Jeremy Irvine jako Harry Burnstow
- Helen McCrory jako Jean Hogg
- Adrian Rawlins jako doktor Rhodes
- Leanne Best jako kobieta w czerni
- Ned Dennehy jako Hermit Jacob
- Oaklee Pendergast jako Edward
- Jude Wright jako Tom
- Amelia Pidgeon jako Joyce
- Casper Allpress jako Fraser
- Amelia Crouch jako Flora
- Leilah de Meza jako Ruby
- Pip Pearce jako James
- Alfie Simmons jako Alfie
- Eve Pearce jako Alice Drablow